# ファクンド・ゴンサレス
ファクンド・ゴンサレス（Facundo González, 2003年6月6日 - ）は、ウルグアイ・モンテビデオ出身のプロサッカー選手。エールディヴィジ・ フェイエノールト所属。ポジションはディフェンダー（センターバック）。

## 経歴

### クラブ
スペイン5部のクラブの下部組織でキャリアをスタートさせると、エスパニョールへ移籍し2019年にはバレンシアの下部組織に移った。バレンシアではBチームでプレーし、トップチームで公式戦には出場していない。
2023年8月8日、イタリアのユヴェントスに移籍。契約期間は2026年までの3年間。8月23日、サンプドリアに1シーズンのローン移籍。
2024年8月29日、オランダのフェイエノールトにローン移籍。買い取りオプションが設定されている。

### 代表
2023年のFIFA U-20ワールドカップでは全試合に出場し、グループステージの1試合を除いた全試合でクリーンシートを達成した守備の一員として優勝に貢献した。

## 個人成績
| 国内大会個人成績 | 国内大会個人成績 | 国内大会個人成績 | 国内大会個人成績 | 国内大会個人成績 | 国内大会個人成績 | 国内大会個人成績 | 国内大会個人成績 | 国内大会個人成績 | 国内大会個人成績 | 国内大会個人成績 | 国内大会個人成績 |
| 年度             | クラブ           | 背番号           | リーグ           | リーグ戦         | リーグ戦         | リーグ杯         | リーグ杯         | オープン杯       | オープン杯       | 期間通算         | 期間通算         |
| 年度             | クラブ           | 背番号           | リーグ           | 出場             | 得点             | 出場             | 得点             | 出場             | 得点             | 出場             | 得点             |
| イタリア         | イタリア         | イタリア         | イタリア         | リーグ戦         | リーグ戦         | イタリア杯       | イタリア杯       | オープン杯       | オープン杯       | 期間通算         | 期間通算         |
| ---------------- | ---------------- | ---------------- | ---------------- | ---------------- | ---------------- | ---------------- | ---------------- | ---------------- | ---------------- | ---------------- | ---------------- |
| 2023-24          | サンプドリア     | 33               | セリエB          | 28               | 2                | 1                | 0                | -                | -                | 29               | 2                |
| オランダ         | オランダ         | オランダ         | オランダ         | リーグ戦         | リーグ戦         | リーグ杯         | リーグ杯         | KNVBカップ       | KNVBカップ       | 期間通算         | 期間通算         |
| 2024-25          | フェイエノールト | 15               | エールディヴィジ | 6                | 0                | -                | -                | 2                | 0                | 8                | 0                |
| 通算             | イタリア         | イタリア         | セリエB          | 28               | 2                | 1                | 0                | -                | -                | 29               | 2                |
| 通算             | オランダ         | オランダ         | エールディヴィジ | 6                | 0                | -                | -                | 2                | 0                | 8                | 0                |
| 総通算           | 総通算           | 総通算           | 総通算           | 34               | 2                | 1                | 0                | 2                | 0                | 37               | 2                |

## タイトル

### 代表
U-20ウルグアイ代表
- FIFA U-20ワールドカップ（2023）[6]